# Mohamed Benouza
Mohamed Abderrezak Benouza (født 26. september 1972 i Oran, arabisk: محمد بنوزة) er en fodbolddommer fra Algeriet. Han har været FIFA-dommer siden 2001. Ved siden af arbejder han som erhvervsmand.
Benouza blev valgt som dommer i U/17-VM i Canada, hvor han dømte kampen mellem Panama og Sydkorea den 30. juni 2007. Derefter dømte han kampen mellem New Zealand og Mexico den 8. juli 2007.
Han blev også valgt som dommer i Africa Cup of Nations 2008 i Ghana.
Han var dommer i VM 2010 i Sydafrika.

## Kampe
- U/20-VM 2003 (2 kampe)
- Africa Cup of Nations 2006 (1 kamp)
- U/20-VM 2007 (3 kampe)
- Africa Cup of Nations 2008 (2 kampe)
- CAF Confederation Cup 2008 (finalen)
- U/20-VM 2009 (3 kampe)
- CAF Champions League 2009 (finalen)
- Africa Cup of Nations 2010 (2 kampe)